# Desmocladus fasciculatus
Desmocladus fasciculatus är en gräsväxtart som först beskrevs av Robert Brown, och fick sitt nu gällande namn av Barbara Gillian Briggs och Lawrence Alexander Sidney Johnson. Desmocladus fasciculatus ingår i släktet Desmocladus och familjen Restionaceae. Inga underarter finns listade i Catalogue of Life.